# Ebersburg
Ebersburg é um município da Alemanha, situado no distrito de Fulda, no estado de Hesse. Tem 37,05 km² de área, e sua população em 2019 foi estimada em 4.637 habitantes.